# Aphyosemion splendopleure
Aphyosemion splendopleure, es una especie de pez de agua dulce actinopterigio.
Es codiciado por su belleza para su comercialización en acuariofilia, si bien es muy difícil de mantener en acuario.

## Morfología
Con el cuerpo muy coloreado que lo hace idóneo para acuarios, la longitud máxima descrita fue de 5,5 cm. No presenta espinas en las aletas.

## Distribución y hábitat
Se distribuye por ríos de la vertiente atlántica de África, desde el sudeste de Nigeria y pasando por el oeste y sur de Camerún, Guinea Ecuatorial hasta el noroeste de Gabón.
Son peces de agua dulce, de comportamiento batipelágico no migratorio, que prefieren aguas tropicales entre 22 y 26 °C, sobre todo prefiere las partes tranquilas de arroyos y los arroyos pequeños en la selva tropical costera, en suelo sedimentario terciario y cuaternario.